# Symphonie fantastique
De Symphonie fantastique opus 14 is een orkestwerk uit 1830 van Hector Berlioz.  De volledige naam van het werk was oorspronkelijk Épisode de la vie d’un artiste, symphonie fantastique en cinq parties (Episode uit het leven van een artiest, fantastische symfonie in vijf delen). De Symphonie fantastique geldt als een van de belangrijkste orkestwerken uit de negentiende eeuw.

## Toelichting
De vijf delen van de symfonie zijn:

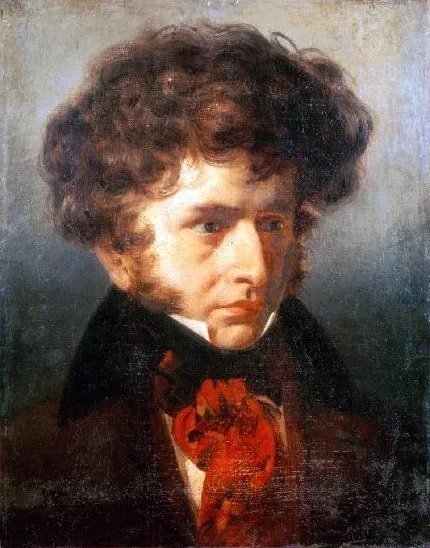
Hector Berlioz

1. Rêveries - Passions (Mijmeringen - Hartstochten)
2. Un bal (Een bal)
3. Scène aux champs (Scène op de velden)
4. Marche au supplice (Gang naar het schavot)
5. Songe d'une nuit du sabbat (Droom van een heksensabbat)

De Symphonie fantastique was in meerdere opzichten een revolutionair muziekstuk. Het is het eerste instrumentale werk dat nauwgezet een uitgebreid 'programma' volgt (zie hieronder), en dat daardoor nieuwe inhoud gaf aan het begrip programmamuziek. Bij uitvoeringen van de symfonie hoort dit programma onder de toehoorders uitgedeeld te worden. Het programma heeft sterk autobiografische trekken: Berlioz heeft het gebaseerd op zijn verhouding met de Ierse actrice Harriet Smithson.
Nieuw was ook de behandeling van het orkest. Zo was de orkestbezetting ongebruikelijk. Er worden vier harpen voorgeschreven en voor het eerst was er een klok in een orkest te horen. Ook werden er ongebruikelijke speelmanieren gevraagd van de spelers. In een passage moesten de violisten bijvoorbeeld met het hout van hun strijkstok over de snaren krassen (col legno). Ten slotte was de dramatiek die uit het werk spreekt, destijds nieuw.
Berlioz maakte in de symfonie gebruik van de 'idée fixe', de voorloper van het Leitmotiv. Dat wil zeggen dat een bepaalde melodie, die gekoppeld is aan een bepaalde gedachte of persoon (in dit geval de 'geliefde'), telkens terugkeert in het werk, wanneer er van die gedachte of persoon sprake is.
Dankzij alle vernieuwingen die later door andere componisten nagevolgd werden, maar natuurlijk ook dankzij de grote indruk die het werk op veel luisteraars achterlaat, is de Symphonie fantastique een van de bekendste orkeststukken uit de muziekgeschiedenis geworden. 
Leonard Bernstein noemde het "de eerste psychedelische symfonie in de geschiedenis, de eerste muzikale beschrijving van een trip (opium), gecomponeerd 130 jaar voor The Beatles, in 1830, door de briljante componist Hector Berlioz".

## Uitvoeringen

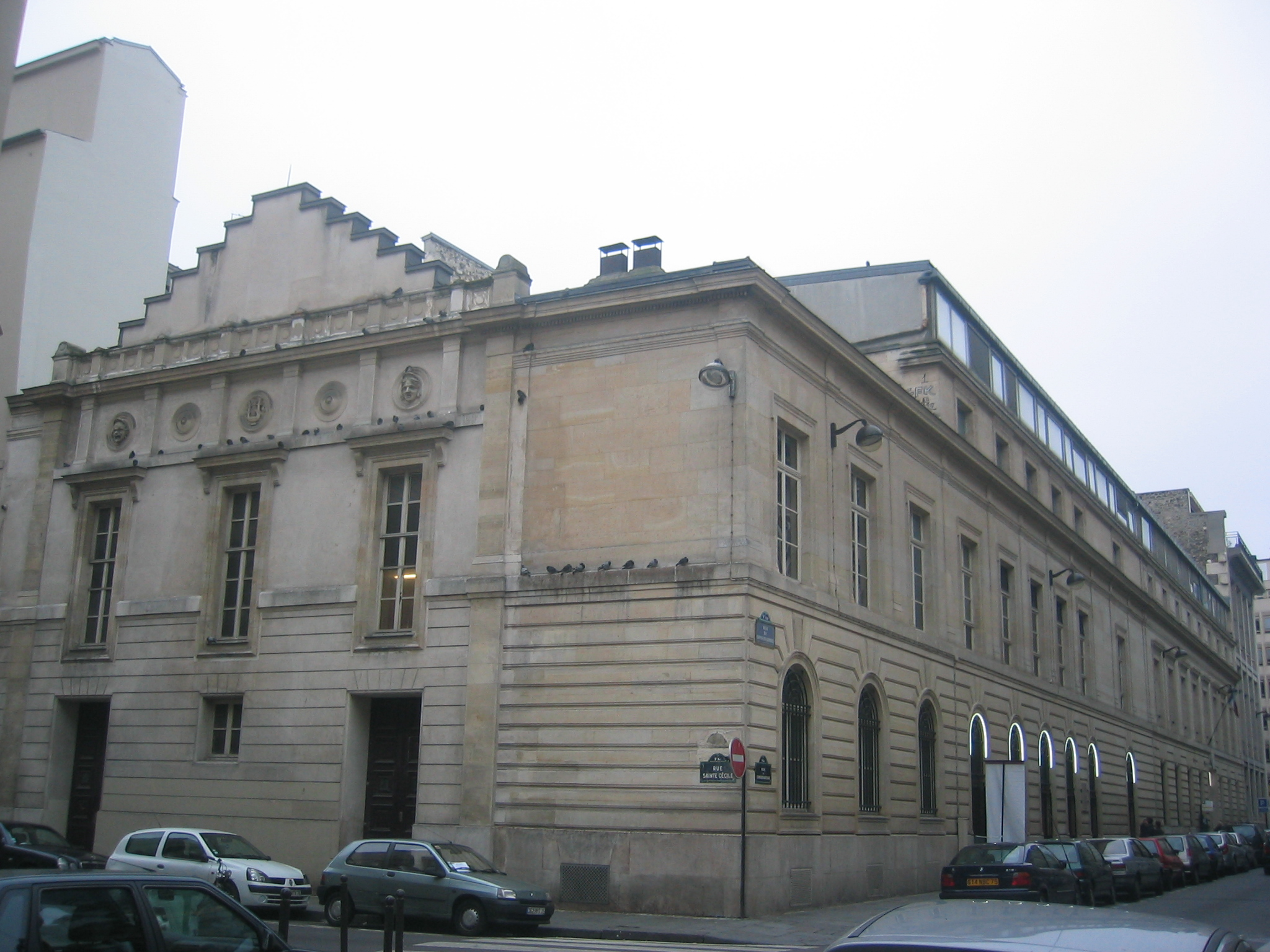
De voormalige concertzaal van het conservatorium van Parijs, waar de Symphonie fantastique voor het eerst werd uitgevoerd

De symfonie werd voor het eerst op 5 december 1830 uitgevoerd in de zaal van het Conservatoire in Parijs onder de leiding van de dirigent François-Antoine Habeneck. In de jaren daarna (en dan vooral tijdens een reis naar Italië) herwerkte Berlioz echter grote delen, tot hij het in 1845 publiceerde. Het werk zoals we het nu kennen is dus anders dan het origineel uit 1830, dat niet meer gereconstrueerd kan worden. De eerste Nederlandse uitvoering vond plaats in Felix Meritis te Amsterdam op 7 december 1855 onder leiding van Johannes van Bree.

## Het programma
Uit het uitgebreide programma dat aan de symfonie ten grondslag ligt, volgt hier in een Nederlandse vertaling uit 1855:
- EERSTE AFDEELING. Rêveries, Passions – Een jeugdig toonkunstenaar, wiens hart door een onbepaald verlangen gefolterd wordt, ziet voor het eerst een vrouwelijk wezen, dat alles in zich vereenigt, ter verwezenlijking van een ideaal, hem door zijne verbeeldingskracht voorgespiegeld. Dit geliefde beeld verschijnt hem nimmer anders, dan vergezeld door eene muzikale gedachte, die het hartstochtelijk maar edel en beschroomd karakter van het meisje schetst. Deze melodie en deze gedaante, vervolgen hem gedurig als eene dubbele fixe idée. De mijmerende zangwijze, slechts door enkele zachte toonen van vreugde afgebroken, die tot de hoogste razernij der liefde klimt, de smart, de minnenijd, de innige gloed, de tranen der eerste liefde vormen den inhoud van het eerste deel.
- TWEEDE AFDEELING. Un Bal – De jongeling staat te midden van een feestgewoel, verrukt in de beschouwing van de schoonheden der natuur; maar overal in de stad of op het land vervolgt hem het geliefde beeld, en verontrust zijn gemoed.
- DERDE AFDEELING. Scène aux Champs – Eens avonds hoort hij de herdersdeun van twee elkander antwoordende herders. Deze zamenspraak, het eenzaam oord, het suizen der bladeren, eene schemering van hoop op wederliefde, alles vereenigt zich, om aan zijn hart eene ongekende rust en aan zijne gedachten eene meer vriendelijke rigting te geven. Hij verheugt zich, weldra niet meer alleen te zullen staan... Maar zoo het eens eene dwaling ware! Deze twijfeling wekt zijne smart weder op; en licht en duisternis wisselen in dit Adagio af. Op het slot van hetzelve herhaalt de eene herder zijn eenvoudig lied; de andere geeft geen antwoord meer. In de verte rolt de donder; er heerscht eene diepe stilte in het eenzame oord.
- VIERDE AFDEELING. Marche au supplice – De jongeling heeft de zekerheid, dat zijne liefde niet beantwoord wordt; hij vergeeft[3] zich met opium. Dit is echter niet sterk genoeg, om hem te dooden; het doet hem in diepen slaap vallen, in welken een droom hem verschrikkelijke gezigten voor den geest voert. Hij droomt, dat hij zijne beminde vermoord heeft, en dat hij, ter dood veroordeeld, zijne eigene tereg[t]stelling ziet. De tocht begint; een marsch, dan eens somber en wild, dan eens plegtig en schitterend vergezelt denzelven; daarin mengen zich het dof geluid der stappen en het woest getier der menigte. Op het einde van den marsch treedt, als eene laatste gedachte aan de beminde, de melodie der fixe idée weder tevoorschijn, maar, afgebroken door den houw der bijl, slechts ten halve.
- VIJFDE AFDEELING. Songe d’une nuit de Sabbat – Hij ziet zich te midden van vreeselijke fratzen, heksen, gedrochten van allen aard, die zich tot de lijkstatie vereenigd hebben, geklag, gehuil, gelach, en weegeroep dreunen door elkander. Ook de geliefde melodie doet zich nog eens hooren, maar als een gemeen dansthema; zij verkondigt de komst der beminde, die met een juichend gebrul verwelkomd wordt. Er volgen helsche orgiën, onder het geklep van doodsklokken en onder het parodiëren van het Dies irae.

## Een vervolg
Later schreef Berlioz een vervolg op de Symphonie Fantastique: Lélio, ou le retour à la vie, voor koor, declamator en orkest. Het gebeurt zelden of nooit dat beide werken na elkaar uitgevoerd worden.

## Voetnoten
1. ↑  brusselsphilharmonic.be/en/magazine/obsessive-love
2. ↑  Deze vertaling verscheen in het Algemeen Handelsblad van 10 december 1855 naar aanleiding van de eerste uitvoering in Nederland
3. ↑  vergiftigt